# Nella città l'inferno
Nella città l'inferno is een Italiaanse dramafilm uit 1959 onder regie van Renato Castellani. De film is gebaseerd op de roman Roma, via delle Mantellate (1953) van de Italiaanse schrijfster Isa Mari.

## Verhaal
Lina wordt beticht van medeplichtigheid aan inbraak en komt in de gevangenis terecht. Met de hulp van haar cynische celgenote Egle kan ze zich aanpassen aan een leven achter tralies. Haar medegevangenen hebben een positieve invloed op de naïeve Lina.

## Rolverdeling
| Acteur                | Personage         |
| --------------------- | ----------------- |
| Anna Magnani          | Egle              |
| Giulietta Masina      | Lina              |
| Myriam Bru            | Vittorina         |
| Cristina Gajoni       | Marietta Mugnari  |
| Renato Salvatori      | Piero             |
| Alberto Sordi         | Antonio Zampi     |
| Angela Portaluri      | Laura             |
| Milly Monti           | Zuster Giuseppina |
| Maria Virginia Benati | Vera              |